# Basilarmembranet
Basilarmembranet är en avgränsning mellan nedre trappan och snäckgången i cochlea (snäckan) i innerörat. Basilarmembranet vibrerar som svar på att ljudvågor träffar det, och då böjs hårceller som ligger på basilarmembranets yta, vilket alltså är en struktur som består av just dessa hårceller, och som kallas cortiska organet.